# La Jeunesse d'Eupen
Dernière mise à jour : 21 juin 2011.
La Jeunesse d'Eupen est un ancien club de football belge, basé à Eupen. Porteur du matricule 108, il disparaît dans une fusion avec le Football Club Eupen 1920 en 1945. Le club dispute 11 saisons dans les séries nationales, toutes au troisième niveau.

## Histoire
Le club de La Jeunesse d'Eupen est un ancien club de football belge, basé à Eupen. Fondé en 1919 après le rattachement des Cantons de l'Est à la Belgique, il prend d'abord une dénomination allemande Verein Für Jugend und Volkspiele E.V. Eupen. Le 26 octobre 1920, il s'affilie à l'Union belge, et francise alors son nom en La Jeunesse d'Eupen. Le club reçoit le matricule 108 en 1926.
Un an plus tard, il est intégré à la Promotion, alors troisième et dernier niveau national. Il joue dix saisons consécutives à ce niveau, avec comme meilleur résultat une quatrième place, obtenue en 1933 et en 1934. Après un an en provinciales, le club remonte en Promotion en 1938. Il n'y reste qu'une saison, et retourne dans les divisions provinciales ensuite. À la suite du déclenchement de la Seconde Guerre mondiale, le club ne peut plus participer aux compétitions belges et se met en inactivité.
En 1945, il fusionne avec un autre club de la ville, le Football Club Eupen 1920, porteur du matricule 92, pour former l'Alliance Sportive Eupen. Comme l'impose le règlement à l'époque, le club fusionné reçoit un nouveau numéro matricule, et l'AS se voit attribuer le numéro 4276. La Jeunesse d'Eupen "disparaît" donc dans cette fusion, mais il est probable que ce club soit la « base » de la fusion.

## Résultats dans les divisions nationales
Statistiques clôturées, club disparu

### Bilan
| Niv | Divisions    | Jouées | Titres | TM Up | TM Down |
| --- | ------------ | ------ | ------ | ----- | ------- |
| I   | 1e nationale | 0      | 0      |       |         |
| II  | 2e nationale | 0      | 0      |       |         |
| III | 3e nationale | 11     | 0      |       | 1       |
| IV  | 4e nationale | 0      | 0      |       |         |
|     |              |        |        |       |         |
|     | TOTAUX       | 11     | 0      |       |         |

- TM Up= test-match pour départager des égalités, ou toutes formes de Barrages ou de Tour final pour une montée éventuelle.
- TM Down= test-match pour départager des égalités, ou toutes formes de Barrages ou de Tour final pour le maintien.

### Classement saison par saison
| Ordre | Saison  | Nom du club                                                                   | Niveau                                                                        | Classement final                                                              | Remarques                                                                     |
| ----- | ------- | ----------------------------------------------------------------------------- | ----------------------------------------------------------------------------- | ----------------------------------------------------------------------------- | ----------------------------------------------------------------------------- |
| 1     | 1927-28 | La Jeunesse d'Eupen                                                           | Promotion (D3) série C                                                        | 7e/14                                                                         |                                                                               |
| 2     | 1928-29 | La Jeunesse d'Eupen                                                           | Promotion (D3) série C                                                        | 10e/14                                                                        |                                                                               |
| 3     | 1929-30 | La Jeunesse d'Eupen                                                           | Promotion (D3) série C                                                        | 10e/14                                                                        |                                                                               |
| 4     | 1930-31 | La Jeunesse d'Eupen                                                           | Promotion (D3) série C                                                        | 6e/14                                                                         |                                                                               |
| 5     | 1931-32 | La Jeunesse d'Eupen                                                           | Promotion (D3) série D                                                        | 6e/14                                                                         |                                                                               |
| 6     | 1932-33 | La Jeunesse d'Eupen                                                           | Promotion (D3) série D                                                        | 4e/14                                                                         |                                                                               |
| 7     | 1933-34 | La Jeunesse d'Eupen                                                           | Promotion (D3) série D                                                        | 4e/14                                                                         |                                                                               |
| 8     | 1934-35 | La Jeunesse d'Eupen                                                           | Promotion (D3) série D                                                        | 6e/14                                                                         |                                                                               |
| 9     | 1935-36 | La Jeunesse d'Eupen                                                           | Promotion (D3) série A                                                        | 9e/14                                                                         |                                                                               |
| 10    | 1936-37 | La Jeunesse d'Eupen                                                           | Promotion (D3) série B                                                        | 12e/14                                                                        | Relégué!                                                                      |
|       |         |                                                                               |                                                                               |                                                                               | séries provinciales                                                           |
| 11    | 1938-39 | La Jeunesse d'Eupen                                                           | Promotion (D3) série A                                                        | 12e/14                                                                        | Relégué!                                                                      |
|       |         |                                                                               |                                                                               |                                                                               | séries provinciales                                                           |
|       | 1945    | Fusion avec le FC Eupen et création de l'AS Eupen, le matricule 108 disparaît | Fusion avec le FC Eupen et création de l'AS Eupen, le matricule 108 disparaît | Fusion avec le FC Eupen et création de l'AS Eupen, le matricule 108 disparaît | Fusion avec le FC Eupen et création de l'AS Eupen, le matricule 108 disparaît |